# Florin Grigore
Florin Grigore (3 de mayo de 1956-14 de julio de 2015) fue un futbolista rumano que jugaba en la demarcación de delantero.

## Biografía
Debutó como futbolista en 1977 con el FCM Târgovişte. Fue partícipe de la mejor posición que consiguió el club en la Liga I, un séptimo puesto en 1979. Además, tras descender, ganó la Liga II en 1981, año en el que dejó el club para fichar por el FC Sportul Studențesc București. Jugó tres años en el club, jugando al lado de futbolistas como Andrei Speriatu, Mihai Marian, Paul Cazan, Gino Iorgulescu, Ion Munteanu II, Gheorghe Hagi, Emilian Şerbănică, Alexandru Terheş, Marcel Coraş, Mircea Sandu y Marian Bucurescu. Finalmente, en 1984 se retiró.
Falleció el 14 de julio de 2015 a los 59 años de edad.

## Selección nacional
Jugó un total de tres partidos con la selección de fútbol de Rumania. Debutó el 13 de diciembre de 1978 en un partido amistoso contra Grecia, encuentro que acabó con derrota por 2-1. El segundo partido, también en calidad de amistoso se jugó el 1 de junio de 1979 contra Alemania Oriental, que también finalizó con derrota, por 1-0. El tercer y último, partido, también amistoso, se disputó el 2 de abril de 1980 de nuevo contra Alemania Oriental, cosechando un empate a dos.

## Clubes
| Club                            | País    | Año         |
| ------------------------------- | ------- | ----------- |
| FCM Târgovişte                  | Rumania | 1977 - 1981 |
| FC Sportul Studențesc București | Rumania | 1981 - 1984 |

## Palmarés

### Campeonatos nacionales
| Título  | Club           | País    | Año  |
| ------- | -------------- | ------- | ---- |
| Liga II | FCM Târgovişte | Rumania | 1981 |